# Литературная премия имени Н. В. Гоголя
Литературная премия имени Н. В. Гоголя — российская литературная премия. Учреждена в 2003 году Союзом писателей Санкт-Петербурга.

## Порядок присуждения
Цель премии — «выявление авторов, успешно работающих в различных литературных жанрах, и стимулирование создания высокохудожественных произведений на русском языке».
Учредители премии — Международная ассоциация «Живая классика» и Союз писателей Санкт-Петербурга при поддержке Комитета по печати и взаимодействию со средствами массовой информации Администрации Санкт-Петербурга.
Присуждение премии происходит ежегодно в нескольких номинациях:
- «Шинель» — традиционная проза;
- «Вий» — жанровая проза (фантастика, приключения, сатира, юмор, пр.);
- «Портрет» — документальная проза.

В первые годы существования премии они были иными:
- «Нос» — юмористическое или сатирическое произведение;
- «Старосветские помещики» — любовно-семейный роман;
- «Шинель» — прозаическое произведение;
- «Невский проспект» — сочинение о Петербурге;
- «Вий» — фантастическое произведение;
- «Тарас Бульба» — произведение приключенческого жанра;
- «Портрет» — произведение нон-фикшн;
- «Коляска».

На соискание премии выдвигаются произведения, написанные на русском языке авторами в возрасте от восемнадцати лет и опубликованные в срок с 1 февраля прошлого года до 30 марта нынешнего года в литературном журнале или отдельным изданием. Правом выдвижения обладают издательства, литературные журналы, творческие писательские союзы. 
Члены большого жюри премии определяют девять финалистов (три произведения в каждой номинации), члены малого жюри премии определяют победителей в каждой номинации.
Вручение премии проходит в мае в Санкт-Петербурге на ежегодной книжной ярмарке «Петербургский книжный салон» («Невский книжный форум»). Победители награждаются дипломами и денежным призом в размере 15 000 рублей.

## Лауреаты

### 2004 год
- «Нос» — Вячеслав Рыбаков , «На будущий год в Москве».
- «Старосветские помещики» — Наталья Орбенина и Дмитрий Каралис.
- «Шинель» — Александр Мелихов, «Чума».
- «Невский проспект» — Александр Рубашкин, «Дом Зингера и вокруг него».
- «Вий» — Сергей Арно, «Роман о любви, а ещё об идиотах и утопленницах»; Марианна Алферова, «След на воде».
- «Тарас Бульба» — Николай Прокудин, трилогия «Постарайся вернуться живым»; Никита Филатов, «Сафари для покойника».
- «Портрет» — Елена Шварц, «Видимая сторона жизни».

### 2005 год
- «Нос» — Алла Драбкина, «Русские грибники»
- «Старосветские помещики» — Элла Фонякова, «Сопредельность»; Юрий Поляков, «Плотские радости»
- «Шинель» — Анатолий Бузулукский, «Исчезновение»
- «Невский проспект» — Сергей Шульц, «Невская перспектива»
- «Вий» — Александр Етоев, «Человек из паутины»
- «Тарас Бульба» — Вячеслав Миронов, «Я был на этой войне»
- «Портрет» — Игорь Сухих, «20 книг XX века»

### 2006 год
- «Нос» — Сергей Носов, «Грачи улетели»; Евгений Лукин, «По небу полуночи ангел летел»
- «Старосветские помещики» — Зинаида Такшеева, «Однажды в субботу»
- «Шинель» — Юрий Зверев, «Эксперимент, или Ненаписанный роман»
- «Невский проспект» — Яков Длуголенский, «Век Достоевского»
- «Вий» — Владимир Рекшан, «Ужас и страх»
- «Тарас Бульба» — Виктор Ганшин, «Однажды прожитая жизнь»
- «Портрет» — Анатолий Доливо-Добровольский, «Николай Гумилёв: поэт и воин»; Игорь Золотусский, «Смех Гоголя»
- «Коляска» — Юрий Козлов (Москва), «Закрытая таблица»

### 2007 год
- «Нос» — Вячеслав Овсянников, «Загинайло»
- «Старосветские помещики» — Антонина Каримова, «Жила-была девочка»; Татьяна Буркова и Юрий Дрюков, «Гимн великому городу»
- «Шинель» — Юрий Чубков, «Некуда бежать»
- «Невский проспект» — Илья Киселёв, «Загадка дома»
- «Вий» — Ольга Григорьева, «Набег»
- «Тарас Бульба» —  Евгений Каминский, «Князь Долгоруков»
- «Портрет» — Лариса Агеева, «Неразгаданная Черубина»

### 2008 год
- «Нос» — Алексей Шельвах, «Приключения англичанина»
- «Шинель» — Людмила Петрушевская, «Маленькая девочка из Метрополя»
- «Вий» - Андрей Столяров «Маленькая Луна»

### 2009 год
- «Старосветские помещики» — Елена Катишонок, «Жили-были старик со старухой»
- «Невский проспект» — Елена Игнатова, «Обернувшись»
- «Вий» — Татьяна Алферова, «Инвалиды любви»
- «Портрет» — Александр Секацкий

### 2010 год
- «Шинель» — Борис Голлер, «Возвращение в Михайловское»
- «Вий» — Владимир Шпаков, «Игры на поле Ватерлоо»
- «Портрет» — Юлия Андреева, «Многоточие сборки»

### 2011 год
- Илья Бояшов, «Каменная баба»
- Александр Мелихов, «Тень отца»
- Андрей Степанов и Ольга Лукас, «Эликсир князя Собакина»
- Наталия Соколовская, «Любовный канон»
- Вера Кобец, «Прощание»

Не присуждалась по номинациям.

### 2015 год
- «Шинель» — Даниэль Орлов, «Саша слышит самолеты»
- «Вий» — Юрий Арабов, «Столкновение с бабочкой»
- «Портрет» — Валерий Попов, «Зощенко»

### 2016 год
- «Шинель» — Илья Штемлер, «Одинокие в раю»
- «Вий» — Эдуард Кочергин, «Завирухи Шишова переулка»
- «Портрет» — Алексей Ахматов, «Моего ума дело»[3].

### 2018 год
- «Шинель» — Мария Ануфриева, «Доктор Х и его дети»; Кира Грозная, «Невеста Иуды»
- «Вий» — Марианна Алферова, «Восемьдесят четвертый. 2.0»
- «Портрет» — Андрей Тесля, «Русские беседы: лица и ситуации»[4].

### 2019 год
- «Шинель» — Светлана Забарова, «Сигналы».
- «Вий» — София Синицкая, «Мироныч, дырник и жеможаха»
- «Портрет» — Евгений Биневич, «Судьбы»[5].

### 2020 год
- «Шинель» — Тимур Максютов, «Атака мертвецов»
- «Вий» — Илона Якимова и Алексей Гамзов, «Волна и камень»
- «Портрет» — Александр Ласкин, «Одиночество контактного человека. Дневники 1953-1958 гг.»[6].

### 2021 год
- «Шинель» — Сергей Арно, «Восстание слов»
- «Вий» — Олег Новгородов, «Шоссе петля»
- «Портрет» — Екатерина Варкан, «Тайны драгоценных камней и украшений» [7].

### 2022 год
- «Шинель» — Ольга Аникина, «Белая обезьяна, черный экран»
- «Вий» — Тимур Максютов, «Чешуя ангела»
- «Портрет» — Татьяна Кудрявцева, «Маленьких у войны не бывает»[8].

### 2023 год
- «Шинель» — Георгий Панкратов, «Дебют: Как НЕ стать писателем»
- «Вий» — Татьяна Филатова, «О чём молчит лес»
- «Портрет» — Лев Наумов, «Итальянские маршруты Андрея Тарковского»[9].

### 2024 год
- «Шинель» — Илона Якимова, «Немного любви»
- «Вий» — Дмитрий Пирьян, «Бельведер»
- «Портрет» — Дмитрий Леонтьев, «Измайловский полк. Судьбы людские. XX век»[10].